# Crack cocaine

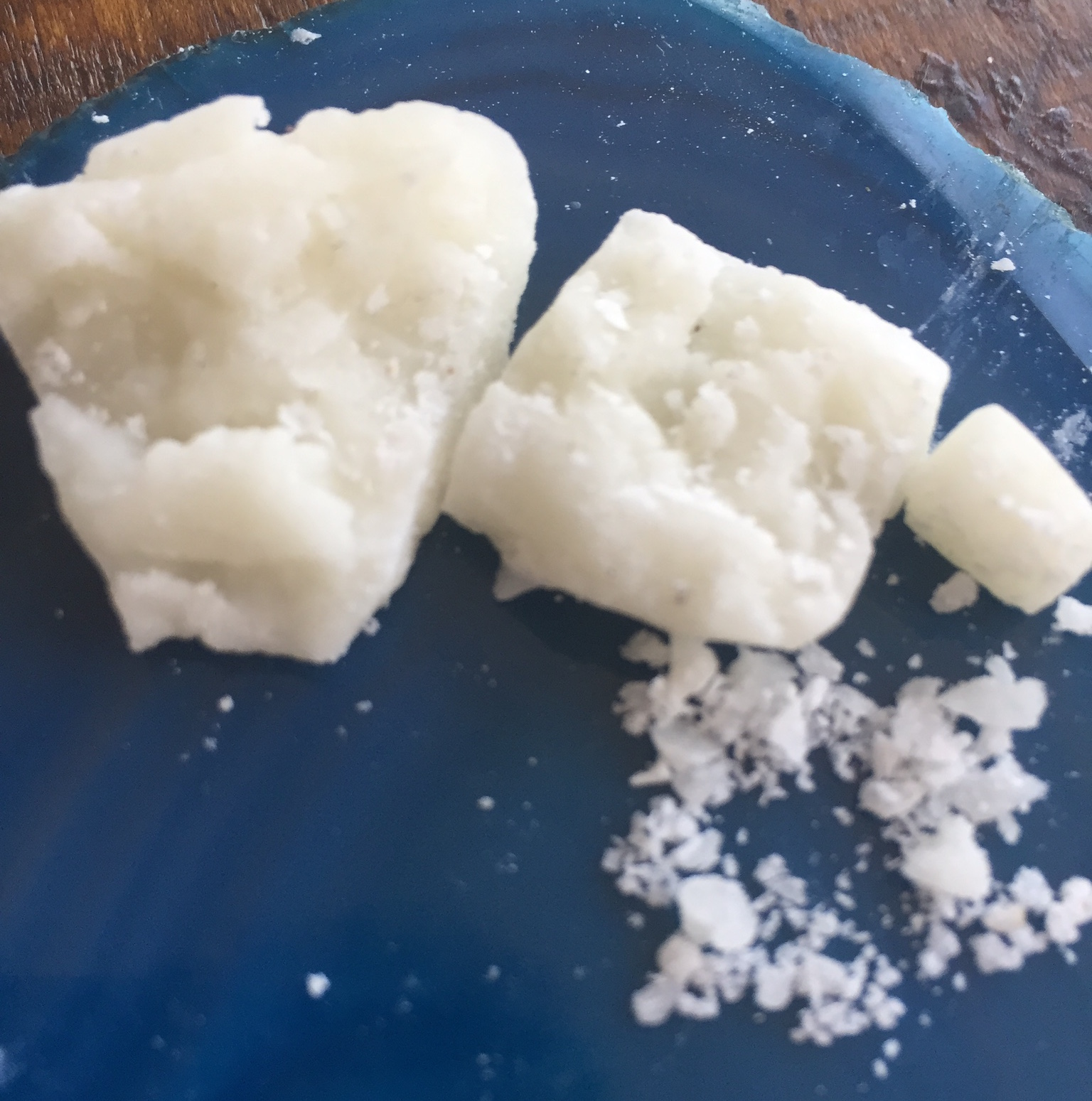
Hai gam crack cocaine

Crack cocaine, còn được gọi đơn giản là crack hoặc rock, hay còn gọi là Ma tuý đá, là một dạng cocaine base tự do có thể dùng để hút. Crack tạo ra một trạng thái hưng phấn cường độ cao trong thời gian ngắn cho những người hút nó. Manual of Adolescent Substance Abuse Treatment (Hướng dẫn Điều trị Lạm dụng Chất gây nghiện Vị thành niên) gọi đây là dạng cocaine gây nghiện nhất. Crack lần đầu tiên được sử dụng rộng rãi như một loại thuốc giải trí ở những khu dân cư chủ yếu nghèo khó ở Thành phố New York, Philadelphia, Baltimore, Washington, DC, Los Angeles và Miami vào cuối năm 1984 và 1985; sự gia tăng nhanh chóng trong việc sử dụng và mức độ sẵn có của nó đôi khi được gọi là " dịch crack".

## Các tính chất vật lý và hóa học
Ở dạng tinh khiết hơn, crack xuất hiện dưới dạng cốm trắng với các cạnh răng cưa, với mật độ cao hơn một chút so với sáp nến. Các dạng crack tinh khiết hơn giống như nhựa cứng ở dạng tinh thể và có tính giòn. Giống như cocaine ở các dạng khác, crack hoạt động như một chất gây tê cục bộ, làm tê lưỡi hoặc miệng chỉ khi được đặt trực tiếp. Các dạng cack tinh khiết hơn sẽ chìm trong nước hoặc tan chảy ở các cạnh khi để gần ngọn lửa (crack bốc hơi ở 90 °C, 194 °F).
Crack cocaine được bán trên đường phố có thể bị pha trộn hoặc "cắt" với các chất khác bắt chước vẻ ngoài của crack cocaine để tăng cân nặng. Đã có báo cáo việc sử dụng các chất tạp nhiễm độc hại như levamisole 

### Tổng hợp

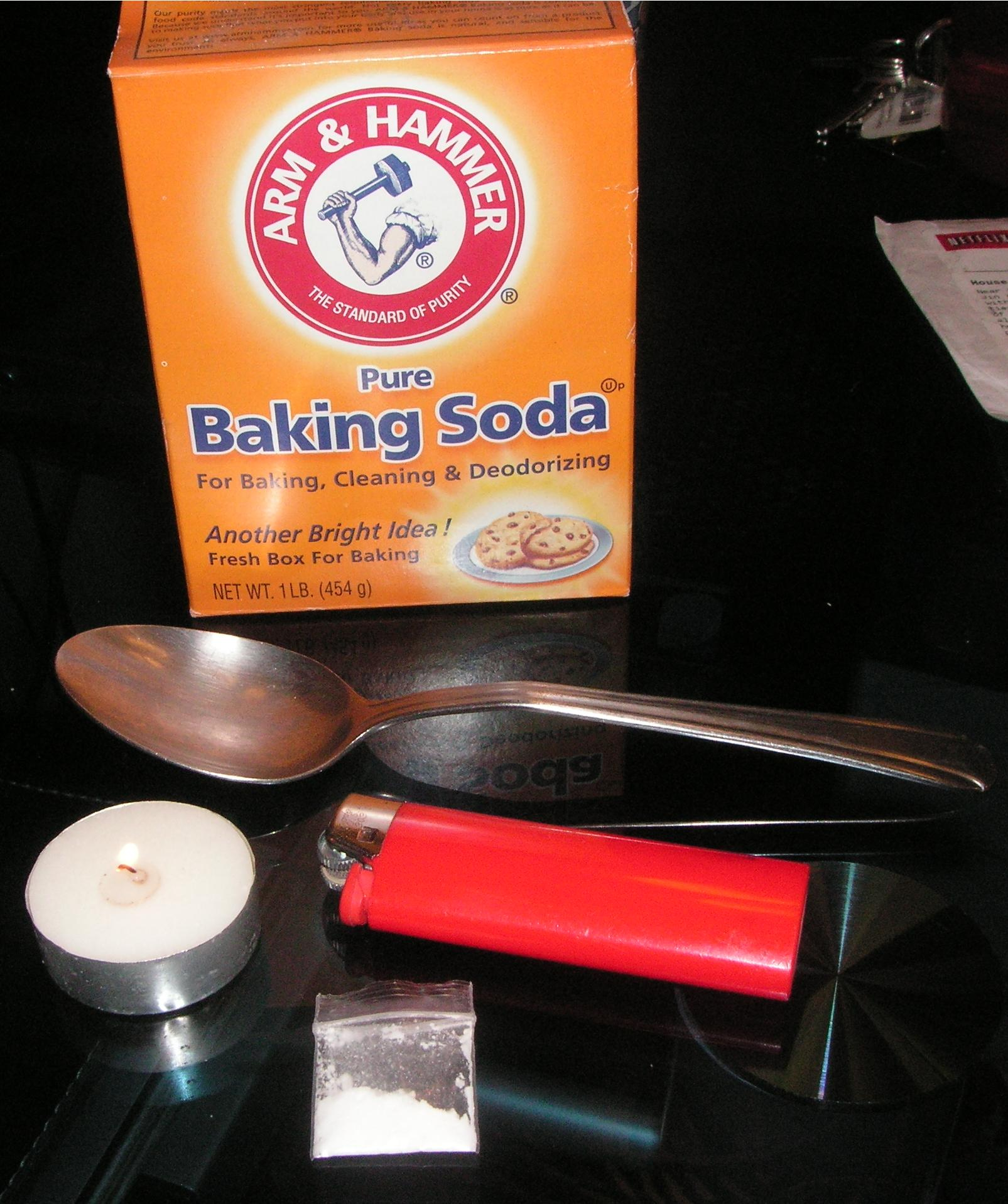
Để cocaine (trong túi nhựa ở dưới cùng) có thể chuyển sang dạng cack, cần một số chất. Hình ảnh ở đây là soda làm bột, một chất nền thường được sử dụng để tạo crack, thìa kim loại, tealight và bật lửa. Thìa được giữ trên nguồn nhiệt để "nấu" cocaine thành crack.

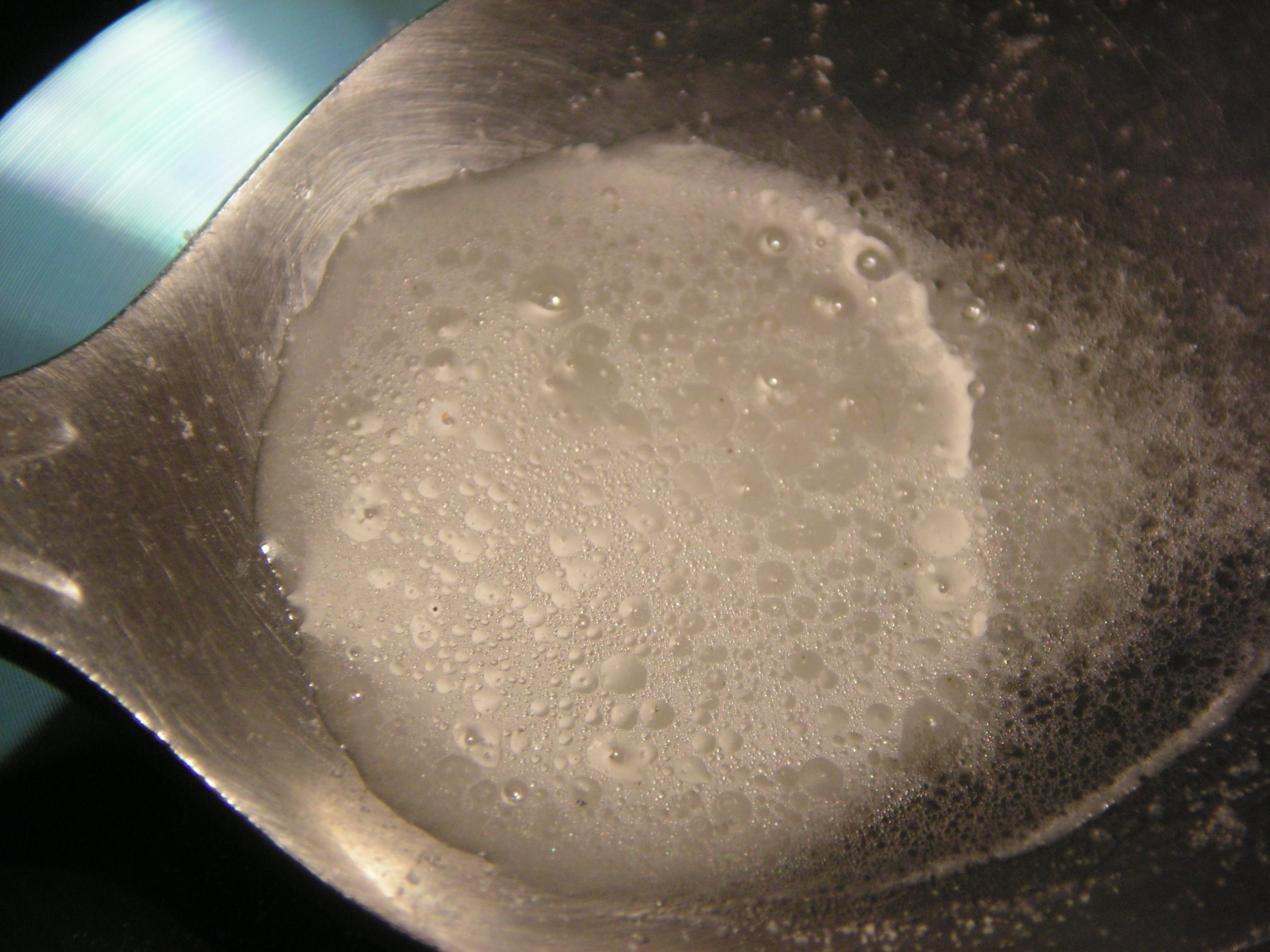
Cận cảnh quá trình "nấu" tạo ra crack.

Natri bicacbonat (NaHCO3, thường gọi là muối nở) là một base được sử dụng để tổng hợp crack, mặc dù các base yếu khác có thể thay thế cho nó. Phản ứng thực khi sử dụng natri bicacbonat là
Coc-H+Cl− + NaHCO3 → Coc + H2O + CO2 + NaCl
Với amoni bicacbonat:
Coc-H+Cl− + NH4HCO3 → Coc + NH4Cl + CO2 + H2O
Với amoni cacbonat:
2(Coc-H+Cl−) + (NH4)2CO3 → 2 Coc + 2 NH4Cl + CO2 + H2O
Crack cocaine thường được mua ở dạng đá, mặc dù không hiếm người dùng tự "rửa" hoặc "nấu" cocaine dạng bột thành crack. Quá trình này thường được thực hiện với muối nở (natri bicacbonat), nước và thìa. Sau khi được trộn và đun nóng, bicacbonat phản ứng với hydroclorua của cocain dạng bột, tạo thành cocain base tự do và axit cacbonic (H2CO3) trong một phản ứng axit-base thuận nghịch. Việc đun nóng làm tăng tốc độ phân hủy axit cacbonic thành khí cacbonic (CO2) và nước. Mất CO2 ngăn phản ứng đảo ngược trở lại cocaine hydroclorua. Côcain gốc tự do phân tách thành một lớp dầu, nổi trên đầu của pha nước còn sót lại. Tại thời điểm này, dầu được vớt nhanh chóng, thường là bằng đầu ghim hoặc vật mỏng dài. Điều này kéo dầu lên và quay nó, cho phép không khí đọng lại và làm khô dầu, đồng thời cho phép người nấu lăn dầu thành hình dạng giống như đá.
Crack bốc hơi gần nhiệt độ 90 °C (194 °F), thấp hơn nhiều so với điểm nóng chảy của cocaine hydroclorua là 190 °C (374 °F). Trong khi cocaine hydroclorua không thể được hút (bỏng mà không có tác dụng), crack cocaine khi hút thuốc cho phép hấp thụ nhanh chóng vào máu và đến não trong 8 giây.
Crack cocaine cũng có thể được tiêm vào tĩnh mạch với tác dụng tương tự như cocaine dạng bột. Tuy nhiên, trong khi cocain dạng bột hòa tan trong nước, cracking phải được hòa tan trong dung dịch có tính axit như nước chanh (chứa axit xitric) hoặc giấm trắng (chứa axit axetic), một quá trình đảo ngược hiệu quả quá trình chuyển đổi ban đầu của cocaine dạng bột thành crack. Các cơ quan y tế cộng đồng và giảm tác hại có thể phân phối các gói axit xitric hoặc axit ascorbic (Vitamin C) cho mục đích này.

## Sử dụng giải trí

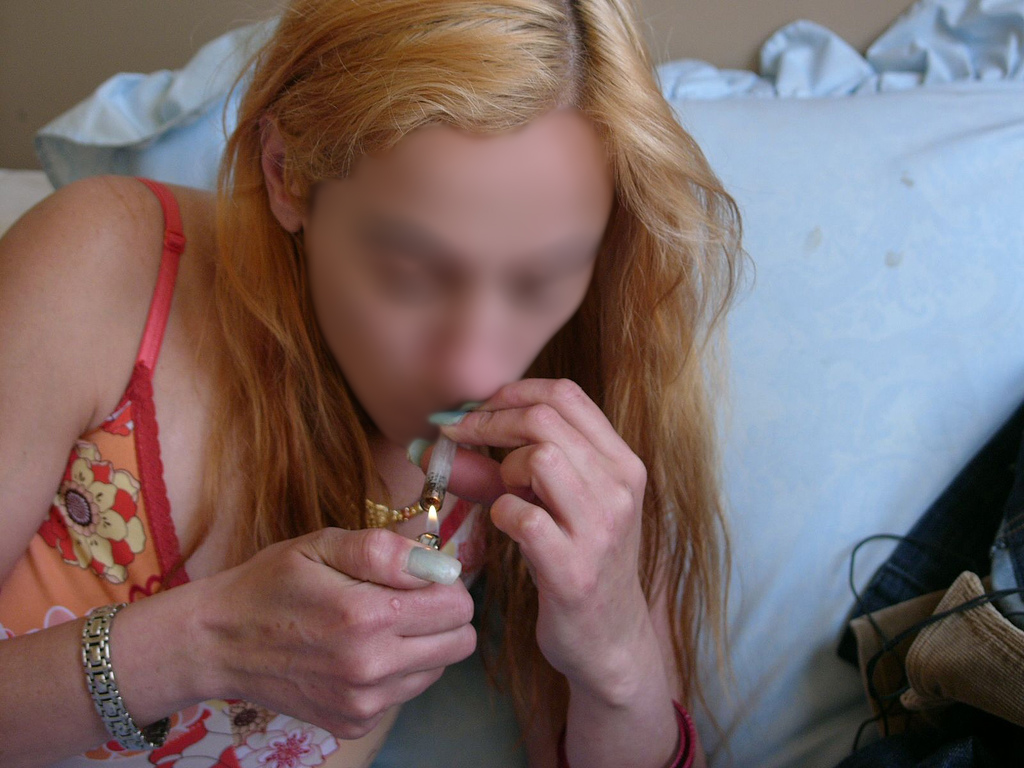
Một phụ nữ hút crack cocaine.

Crack cocaine thường được sử dụng như một loại thuốc giải trí. Ảnh hưởng của crack cocaine bao gồm hưng phấn, tự tin tột độ, chán ăn, mất ngủ, tỉnh táo, tăng năng lượng, thèm muốn nhiều cocaine hơn, và hoang tưởng tiềm năng (kết thúc sau khi sử dụng). Tác dụng ban đầu của nó là giải phóng một lượng lớn dopamine, một chất hóa học trong não gây ra cảm giác hưng phấn. Trạng thái hưng phấn thường kéo dài từ 5–10 phút, sau thời gian này, nồng độ dopamine trong não giảm mạnh, khiến người dùng cảm thấy chán nản và buồn bã. Khi cocaine (dạng bột) được hòa tan và tiêm vào cơ thể, sự hấp thụ vào máu ít nhất cũng nhanh bằng sự hấp thụ của thuốc xảy ra khi hút crack cocaine, và có thể trải qua cảm giác hưng phấn tương tự.

## Tác dụng bất lợi
Vì crack là một loại thuốc bất hợp pháp, người dùng có thể tiêu thụ các loại thuốc không tinh khiết hoặc thuốc giả ("bunk"), có thể gây thêm rủi ro cho sức khỏe.

### Sinh lý

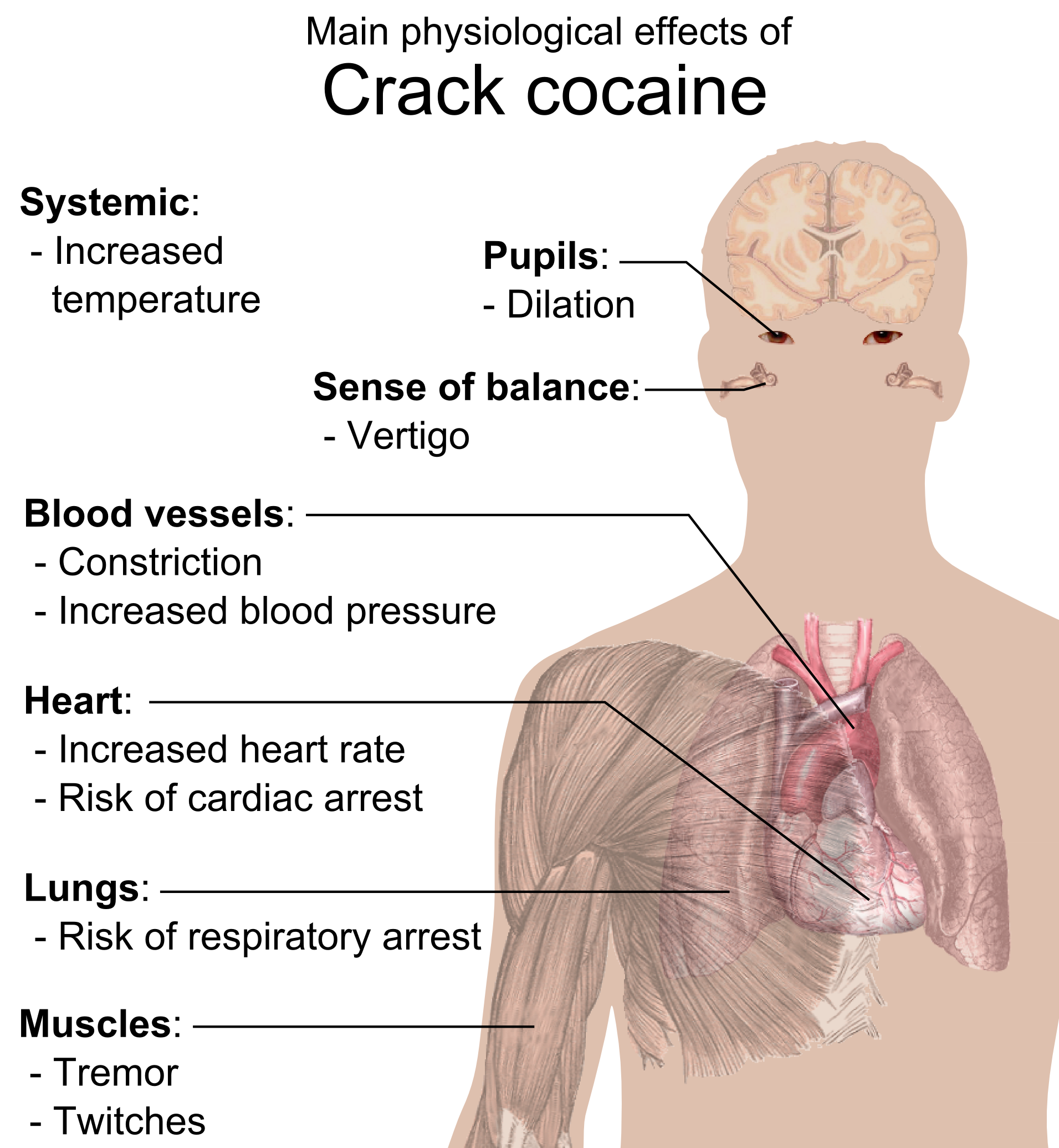
Tác dụng sinh lý chính của crack cocaine

Các tác dụng sinh lý ngắn hạn của cocaine bao gồm  mạch máu co lại, đồng tử giãn, và tăng nhiệt độ, nhịp tim và huyết áp. Một số người dùng cocaine cho biết họ cảm thấy bồn chồn, khó chịu và lo lắng. Trong một số trường hợp hiếm hoi, đột tử có thể xảy ra trong lần sử dụng cocaine đầu tiên hoặc bất ngờ sau đó. Các trường hợp tử vong liên quan đến cocaine thường là do ngừng tim hoặc co giật sau đó là ngừng hô hấp.
Giống như các dạng cocaine khác, hút crack có thể làm tăng nhịp tim  và huyết áp, dẫn đến các vấn đề tim mạch lâu dài. Một số nghiên cứu cho thấy rằng hút cocaine crack hoặc freebase cocaine có thêm rủi ro sức khỏe so với các phương pháp sử dụng cocaine khác. Nhiều vấn đề liên quan đặc biệt đến việc giải phóng methylecgonidine và ảnh hưởng của nó đối với tim, phổi, và gan.
- Các chất tạp nhiễm độc hại: Nhiều chất có thể đã được thêm vào để làm tăng trọng lượng và thể tích của một mẻ thuốc, trong khi vẫn có vẻ ngoài giống crack tinh khiết. Đôi khi, các chất độc hại cao được sử dụng, với một loạt các nguy cơ sức khỏe ngắn hạn và dài hạn tương ứng. Tạp nhiễm được sử dụng với crack và cocaine bao gồm sữa bột, các loại đường như glucose, tinh bột, caffeine, lidocaine, benzocaine, paracetamol, amphetamine, scopolamine và strychnine.[17]
- Các vấn đề về hút thuốc: Bất kỳ đường đưa chất kích thích nào vào cơ thể cũng có nguy cơ sức khỏe riêng; trong trường hợp crack cocaine, hút có xu hướng có hại hơn các con đường khác. Người sử dụng crack có xu hướng dùng nó bằng cách hút vì phương pháp này có tính sinh khả dụng hơn các cách đưa thuốc vào cơ thể khác thường được sử dụng đối với ma túy giải trí.[cần dẫn nguồn] Crack có điểm nóng chảy khoảng 90 °C (194 °F),[1] và khói không tồn tại lâu. Do đó, các ống hút crack thường rất ngắn, để giảm thiểu thời gian từ khi bay hơi đến khi hít vào (để giảm lượng khói bị mất).[cần dẫn nguồn] Bị một đường ống quá nóng ép vào môi thường khiến môi bị nứt và phồng rộp, thường được gọi là "môi crack". Việc sử dụng "ống hút crack của cửa hàng tiện lợi" [18] - ống thủy tinh ban đầu chứa hoa hồng nhân tạo nhỏ - có thể góp phần gây ra tình trạng này. Những ống thủy tinh 4 inch (10 cm) [18] này không bền và sẽ nhanh chóng bị vỡ; người dùng có thể tiếp tục sử dụng ống để hút crack mặc dù nó đã bị phá vỡ theo chiều dài ngắn hơn. Ống nóng có thể làm bỏng môi, lưỡi hoặc ngón tay, đặc biệt là khi dùng chung, khiến ống hút này có nhiệt độ cao hơn so với khi một người sử dụng.
- Liều lượng lớn hoặc nguyên chất: Bởi vì chất lượng của crack có thể khác nhau rất nhiều, một số người có thể hút một lượng crack lớn hơn bình thường mà không biết rằng một lượng tương tự của một mẻ crack mới tinh khiết hơn có thể là quá liều. Điều này có thể gây ra các vấn đề về tim hoặc gây bất tỉnh.
- Mầm bệnh trên ống hút: Khi dùng chung ống hút, vi khuẩn hoặc virus có thể được truyền từ người này sang người khác.

#### Phổi crack
Ở những người sử dụng crack, thường có các triệu chứng hô hấp cấp tính, đôi khi được gọi là "phổi crack". Các triệu chứng bao gồm sốt, ho ra máu và khó thở. Trong khoảng thời gian 48 giờ sau khi sử dụng, những người có các triệu chứng này cũng có các phát hiện chụp X-quang phổi có dịch trong phổi (phù phổi), viêm phổi kẽ, xuất huyết phế nang lan tỏa và thâm nhiễm bạch cầu ái toan.

### Tâm lý
Lạm dụng thuốc kích thích (đặc biệt là amphetamine và cocaine) có thể dẫn đến ảo tưởng ký sinh trùng (hay còn gọi là Hội chứng Ekbom: một ảo tưởng nhầm lẫn rằng họ bị nhiễm ký sinh trùng). Ví dụ, sử dụng cocaine quá mức có thể dẫn đến cãm giác rần như kiến bò trên da, có biệt danh là "bọ cocaine" hoặc "bọ coke", với triệu chứng những người dùng thuốc tin rằng họ có, hoặc cảm nhận, ký sinh trùng bò dưới da mình. (Ảo tưởng tương tự cũng có thể liên quan đến sốt cao hoặc liên quan đến việc cai rượu, đôi khi kèm theo ảo giác thấy cả côn trùng.) 
Những người trải qua những ảo giác này có thể tự gãi đến mức độ tổn thương da nghiêm trọng và chảy máu, đặc biệt là khi họ mê sảng.
Hoang tưởng và lo lắng là một trong những triệu chứng tâm lý phổ biến nhất khi sử dụng crack cocaine. Rối loạn tâm thần có liên quan chặt chẽ với việc hút crack cocaine hơn là sử dụng đường mũi và đường tĩnh mạch.